# Élection présidentielle santoméenne de 2011
Une élection présidentielle s'est déroulée à Sao Tomé-et-Principe les 17 juillet et 7 août 2011. Manuel Pinto da Costa, président de 1975 à 1991, remporte le second tour face à Evaristo Carvalho, anciennement premier ministre.

## Contexte
Le président sortant Fradique de Menezes a effectué deux mandats, le maximum permis par la Constitution de 1990. Il ne peut donc pas se représenter,.

## Candidats
Il y a dix candidats.
Manuel Pinto da Costa a été le premier président de Sao Tomé-et-Principe à partir de l'indépendance du pays en 1975. Il gouverna ces iles avec un système marxiste avec un parti unique. En 1991, la légalisation des partis politiques d'opposition permis au pays d'avoir ses premières élections ouvertes. Pinto da Costa n'a pas été candidat à ces élections et a annoncé qu'il se retirait de la politique. Malgré cette déclaration, da Costa tenta de se faire élire en 1996 et en 2001. Il ne se présente pas en 2006 mais décide de participer à l'élection de 2011 en indépendant. Il est alors âgé de 74 ans au moment de l'élection.
Le principal rival de Pinto da Costa, Evaristo Carvalho, a gagné les élections législatives d'août 2010,,. Carvalho, soutenu par le parti Action démocratique indépendante (ADI), a été Premier ministre en 1994 et au début des années 2000.
Le candidat du parti du Président Menezes, Mouvement pour les forces de changement démocratique - Parti libéral (MDFM-PL), est Delfim Neves, qui a aussi représenté son propre parti le Parti de convergence démocratique – Groupe de réflexion (PCD–GR).
Parmi les autres candidats majeurs on trouve l'ancienne Première ministre Maria das Neves, l'ancienne ministre de la Défense Elsa Pinto et Aurélio Martins, président du Mouvement pour la libération de Sao Tomé-et-Principe – Parti social-démocrate.

## Déroulement de l'élection
Au total, 92 639 citoyens sont inscrits pour voter.

### Premier tour
Lors du premier tour, la commission électorale nationale dirigée par Victor Correia a enregistré un taux de participation de 68 %,,. Parmi les 10 candidats, ce sont Pinto da Costa et Carvalho qui ont gagné le plus de voix (respectivement 35,6 % et 21,8 %). Delfim Neves et Maria das Neves ont également réalisé de beaux résultats (environ 14 % chacun), mais seuls les deux premiers pouvaient aller au second tour.
Des missions d'observation envoyées par l'Union africaine, la Communauté des pays de langue portugaise et la Communauté économique des États de l'Afrique centrale ont déclaré que cette élection avait été correctement organisée. Le seul problème majeur constaté a été un boycott organisé par cinq villages du nord de São Tomé, dont les populations protestaient contre les conditions de vie,,. Les bureaux de vote ont été rouverts dans ces villages le 20 juillet, mais les résultats n'étaient pas de nature à changer la donne.

### Second tour
Pinto da Costa reçoit le soutien de la majorité des candidats éliminés,, notamment Delfim Neves, Maria das Neves et Aurélio Martins.
Pinto da Costa a gagné le second tour du 7 août, avec un écart de cinq points. Il s'installe à son nouveau poste le 3 septembre et devient président pour un mandat de cinq ans la nouvelle était contenue dans un article Live Draw Bullseye.

## Résultats
| Candidats                       | Candidats                       | Parti                                                                                  | Premier tour | Premier tour | Second tour | Second tour |
| Candidats                       | Candidats                       | Parti                                                                                  | Votes        | %            | Votes       | %           |
| ------------------------------- | ------------------------------- | -------------------------------------------------------------------------------------- | ------------ | ------------ | ----------- | ----------- |
|                                 | Manuel Pinto da Costa           | Indépendant                                                                            | 21 457       | 35,62        | 35 112      | 52,88       |
|                                 | Evaristo Carvalho               | Action démocratique indépendante                                                       | 13 125       | 21,79        | 31 287      | 47,12       |
|                                 | Delfim Neves                    | Mouvement pour les forces de changement démocratique-Parti de convergence démocratique | 8 652        | 14,36        |             |             |
|                                 | Maria das Neves                 | Indépendante                                                                           | 8 461        | 14,04        |             |             |
|                                 | Elsa Pinto                      | Indépendante                                                                           | 2 682        | 4,45         |             |             |
|                                 | Aurélio Martins                 | Mouvement pour la libération de Sao Tomé-et-Principe – Parti social-démocrate          | 2 445        | 4,06         |             |             |
|                                 | Filinto Costa Alegre            | Indépendant                                                                            | 2 401        | 3,99         |             |             |
|                                 | Hélder Barros                   | Indépendant                                                                            | 414          | 0,69         |             |             |
|                                 | Jorge Coelho                    | Indépendant                                                                            | 401          | 0,67         |             |             |
|                                 | Manuel de Deus Lima             | Indépendant                                                                            | 208          | 0,35         |             |             |
|                                 |                                 |                                                                                        |              |              |             |             |
| Suffrages exprimés              | Suffrages exprimés              | Suffrages exprimés                                                                     | 60 246       | 95,13        | 66 399      | 96,81       |
| Votes blancs et nuls            | Votes blancs et nuls            | Votes blancs et nuls                                                                   | 2 822        | 4,87         | 2 191       | 3,19        |
| Total                           | Total                           | Total                                                                                  | 63 328       | 100,00       | 68 590      | 100,00      |
| Inscrit / Taux de participation | Inscrit / Taux de participation | Inscrit / Taux de participation                                                        | 92 639       | 68,40        | 92 639      | 74,00       |

## Réactions
Plusieurs analystes ont émis des inquiétudes au sujet de la victoire de Pinto da Costa qui pourrait déclencher un retour au fonctionnement autoritaire du pouvoir (comme durant sa précédente période au pouvoir).